# Senecio tehuelches
Senecio tehuelches là một loài thực vật có hoa trong họ Cúc. Loài này được (Speg.) Cabrera miêu tả khoa học đầu tiên năm 1971.